# 블라디슬라프 트레티야크
블라디슬라프 알렉산드로비치 트레티야크(러시아어: Владисла́в Алекса́ндрович Третья́к, 러시아어 발음: [vlədʲɪˈslaf ɐlʲɪkˈsandrəvʲɪt͡ɕ trʲɪˈtʲjak], 1952년 4월 25일~)는 소련과 러시아의 아이스하키 선수, 지도자, 정치인으로 현역 시절 포지션은 골텐더이다. 소련 아이스하키 리그의 CSKA 모스크바 한 팀에서 선수로 뛰었으며 아이스하키 역사상 최고의 골텐더를 꼽을 때 이름이 언급되는 선수들 중 한 명이다.
트레티야크는 1968년에 CSKA에 입단하여 선수 경력을 시작했으며 리그에서 총 482경기를 뛰었다. 그는 1970년을 시작으로 소련 리그에서 총 13회 우승했으며 소비에트컵에서 3회 우승, 유러피언컵에서 13회 우승을 차지했다. 그는 1970년부터 1984년까지 14회 연속으로 소련 올스타로 선정되었으며 소련 최고의 아이스하키 선수에 5번 선정되었다. 또한 1969년에 소련 대표팀에 처음 발탁된 후 1984년까지 소련팀의 골문을 지켰으며 총 291번의 국제 경기에 출전했다. 그는 소련 국가대표 선수로서 1972년, 1976년 , 1984년 동계 올림픽에서 금메달을 획득했고 1980년 하계 올림픽에서 은메달을 획득했다. 또한 세계 선수권 대회에 총 13회 참가하여 금메달 10개, 은메달 2개, 동메달 1개를 획득했다. 그가 소련 대표팀 골텐더로 있는 동안 참가한 세계 선수권 대회에서 모두 메달을 획득했고 13회의 대회 중 12회의 대회에서 결승 진출에 성공했다.
은퇴 후에는 아이스하키 지도자와 정치인으로 활동했다. 1990년에 미국 내셔널 하키 리그(NHL)의 팀인 뉴저지 데블스에 골텐더 코치로 합류했고 2004년까지 그 직책을 맡았다. 러시아 대표팀의 골텐더 코치로도 활동했으며 2009년부터 2011년까지 러시아 대표팀의 단장을 맡았다. 2007년에는 통합 러시아에 입당했으며 국가두마 의원으로도 활동했다. 트레티야크는 1989년에 하키 명예의 전당에 헌액되었고 1997년에는 국제 아이스하키 연맹 명예의 전당에 입성했다. 그는 소련과 러시아 정부에게 아이스하키에서 남긴 업적을 인정받으며 레닌 훈장과 명예휘장훈장 등 여러 국가 훈장을 받았다.